# Il libro nero del capitalismo
Il libro nero del capitalismo è un libro di Maurice Cury in cui vari studiosi analizzano i costi ed i danni che sarebbero stati provocati dal capitalismo nella storia. Il progetto nasce dall'iniziativa di un gruppo di storici ed intellettuali francesi "gauchisti", membri ed ex membri del PCF e del PCMLF, socialisti, radicali e detrattori del sistema capitalista. Tra i vari autori, spiccano Gilles Perrault, nota penna della sinistra francese, Jean Suret-Canal e Pierre Durand, due importanti membri della Resistenza francese, e Jacques Jurquet, capo del PCMF per vent'anni e grande ammiratore del comunismo asiatico, specialmente del maoismo. L'opera nasce in aperta polemica con Stéphane Courtois ed Il libro nero del comunismo.

## Accoglienza
Meno fortunato de Il libro nero del comunismo, il testo ha comunque riscosso, soprattutto in Francia, un buon successo editoriale ed è stato tradotto in oltre una decina di lingue. Lo stesso Courtois ha polemizzato con tale scritto ne Il libro nero del comunismo europeo, definendolo un'accozzaglia alla rinfusa di guerre, carestie, eventi catastrofici di varia natura (tra cui le due guerre mondiali, il colonialismo, la tratta degli schiavi, lo sterminio dei nativi americani, la guerra del Vietnam, il golpe cileno del 1973, la dittatura argentina, il conflitto arabo-israeliano, la guerra in Iraq, fino alle morti sul lavoro e alle crisi economiche), che vanno dal XV secolo in poi (ma che, secondo lo storico francese, non sono dissimili da avvenimenti capitati anche 3000 anni prima), e accusandone gli autori di faziosità. L'editore statunitense Harvard University Press decise di non pubblicare in lingua inglese lo scritto. Un anno prima, nel 1997, la casa editrice ufficiale di Harvard aveva però pubblicato la traduzione de Il libro nero del comunismo. Secondo il quotidiano francese Le Monde, testata d'elezione per molti degli autori de Il libro nero del capitalismo, tale decisione avrebbe inficiato la credibilità della Harvard University Press come editore accademico super partes.

## Edizioni
- Maurice Cury et al., Il libro nero del capitalismo, traduzione di Massimo Caviglione, collana Le querce, Tropea, 1999,  p. 544, ISBN 88-438-0224-0.